# Shasu
Shasu és la paraula egípcia per designar els nòmades que van sorgir a l'Orient Mitjà, del segle xv aC al Tercer Període Intermedi. El nom va evolucionar d'una transcripció de la paraula egípcia š3 su, que significa "els que es mouen a peu", i és el terme per designar els beduïns vagabunds. Es va utilitzar en una llista d'enemics inscrita en una de les columnes del temple de Soleb construït per Amenhotep III. Copiada posteriorment per Seti I o bé Ramsès II a l'oest d'Amara, la llista menciona sis grups de Shashu: els Shasu de S'rr, els Shasu de Lbn, els Shasu de Sm't (ximatites, un clan dels quenites), els Shasu de Wrbr, els Shasu de Yhw, i els Shasu de Pysps.
Les llistes de Soleb i Amara (a Núbia), datades al final del segle xv aC (Dinastia XVII i XVIII) suggereixen, doncs, que hi havia una concentració original d'assentaments Shasu al sud de Transjordània, a les planes de Moab i el nord d'Edom. En altres textos de la dinastia XIX i XX, el vincle constant dels Shasu amb llocs d'Edom i l'Arabà (Timna) situa les identificacions de les anteriors llistes fora de tot dubte.

## Shasu de Yhw

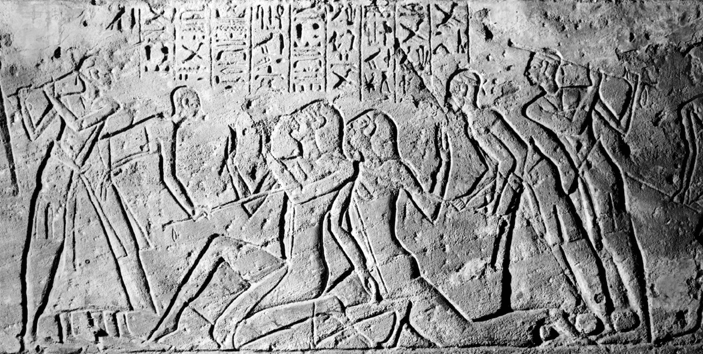
Espia shasu és colpejat pels egipcis en un gravat de paret de la batalla de Cadeix.

Tot contemplant els Shasu de Yhw, Astour va observar que "la transcripció dels jeroglífics té una correspondència molt precisa amb el tetragramamaton hebreu YHWH, o Yahweh, i és anterior a l'aparició més antiga d'aquest Nom Diví - en l'Estela de Moab - en uns cinc-cents anys." Donald B. Redford creu que és raonable concloure que el gentilici 'Israel' gravat a l'Estela de Merneptah es refereix a un enclavament dels Shasu, ja que la tradició bíblica posterior retrata Jahvè "sortint de Se'ir". Els shasu, originalment de Moab i el nord d'Edom, van passar a constituir un element important en l'amalgama que anava a constituir "Israel", que més tard va crear el Regne d'Israel. Rainey manifesta un punt de vista similar en la seva anàlisi de les Cartes d'Amarna.
No obstant això, la connexió proposada entre israelites i Shasu està menyscabada pel fet que en els baixos relleus d'època de Merenptah, els israelites no són descrits ni representats com a Shasu. Això ha orientat a altres erudits, com Frank J. Yurko i Michael G. Hasel, a identificar els Shasu en els baixos relleus de Merenptah, a Karnak, com a individus diferents dels fills d'Israel, ja que ells porten robes i pentinats diferents, i són denominats de forma diferent pels escribes egipcis. A més, la paraula "Israelita" determina a persones, o un grup soci-ètnic, i la designació més freqüent per als "enemics Shasu" és el determinatiu de turó-país; així són diferenciats dels cananeus, que viuen a les ciutats fortificades d'Ascaló, Guèzer, i Yenoam.